# شارات الرماية (الولايات المتحدة)

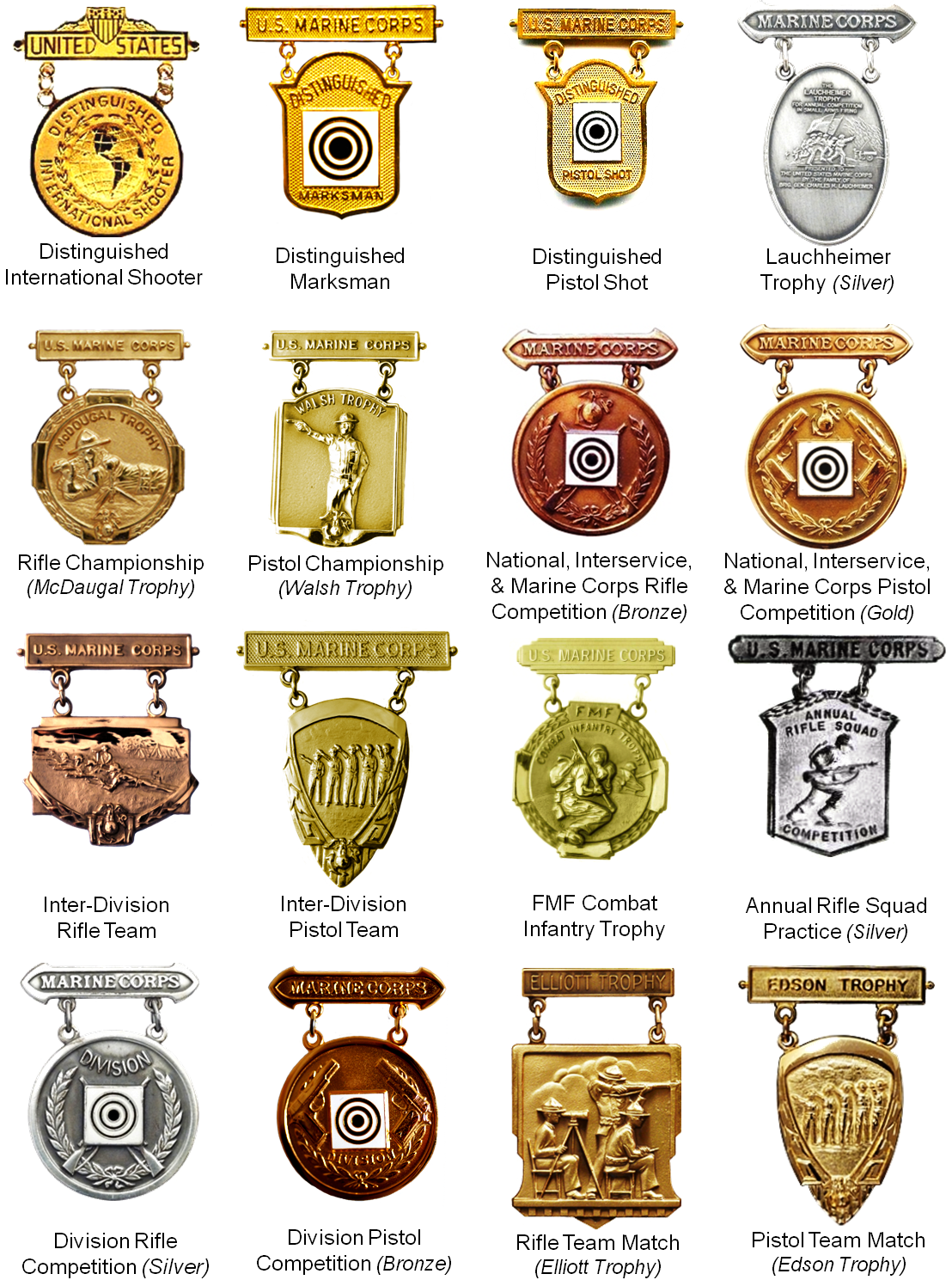

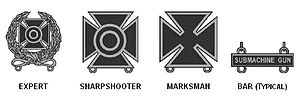

في الولايات المتحدة (الولايات المتحدة الأمريكية)، يعتبر شارة إتقان الرماية هو شارة عسكرية أمريكية أو شارة مدنية تُمنح للفرد بعد اجتيازه بنجاح دورة تأهيل في إتقان استخدام الأسلحة (المعروفة باسم شارات إتقان الرماية) أو تحقيق أداء متميز في منافسة رسمية للرماية (المعروفة باسم شارات منافسات الرماية). الجيش الأمريكي وسلاح البحرية الأمريكي هما الخدمات العسكرية الوحيدة التي تُمنح شارات إتقان الرماية. ومع ذلك، تُمنح وسامات الرماية وشارات الرماية من قبل البحرية الأمريكية وخفر السواحل الأمريكي وسلاح الجو الأمريكي للأداء الجيد في استخدام الأسلحة. بالنسبة للأفراد غير العسكريين، تُمنح شرطة الولايات المتحدة وجمعية البندقية الوطنية شارات إتقان الرماية لأولئك المشاركين في إنفاذ القانون. بالإضافة إلى ذلك، يُمنح برنامج البندقية للمدنيين والاتحاد القومي للأسلحة شارات إتقان الرماية للمدنيين الأمريكيين. ويُمنح معظم هذه الهيئات والحرس الوطني الأمريكي شارات منافسات الرماية للأفراد الذين يحققون النجاح في المنافسات الرسمية.